# ローラン・シュヴァルツ
ローラン・シュヴァルツ（フランス語: Laurent Schwartz, 1915年3月5日 – 2002年7月4日）は、フランスの数学者である。
今日シュワルツ超関数と呼ばれる、超関数 (distribution) の理論を構築した業績で知られる。終生のトロツキストを自称していた。またブルバキのメンバーの一人である。

## 略歴
ミシェル・ドブレとは親戚。1915年にパリでアルザスのユダヤ人の家庭に生まれた。
高等師範学校とパリ大学を卒業。第二次大戦前はナチス・ドイツにフランスが無条件降伏して占領軍がやってくると、ユダヤ人であったシュヴァルツや彼の家族も身分証明書を偽造するなど生存のためにあらゆる手段を用いた。あるホテルに占領軍がやってきて危うく暗殺されそうになるが、なんとか危機を凌いだこともある。
配偶者も数学者であり大学時代の友人でもあったが、病弱であり、結核で致命的状態になったが奇跡的に復活している。当時は結核は不治の病で隔離され、現代におけるエイズ患者のような取り扱いであったと述べている。
戦後はナンシー大学でブルバキのメンバーとともに教育や研究にあたり、後にエコール・ポリテクニク教授に就任している。ナンシー大学時代はブルバキ主要メンバーが集結するなど優れた環境であったが、ナンシー大学について二流大学であり、優秀な学生が少ない事に嘆いていた。ベトナム戦争では反戦運動を行い、実際にベトナムに赴いて数学を教えたりしてた。そのとき電気も使えないベトナム人が電磁気学を理解できるのかどうか疑っていたが実際にベトナム人は理解していたようである。ポリテク時代は反抗的な学生が悪ふざけで教室に象を連れてくるなどと批判している。
一切ノートを取らない主義で有名であり学生時代も数学関連の内容など全てを記憶していたが、後に考えを改め晩年はパソコンすら用いていた。また幾何学的直感が皆無で初等幾何学の具体的図形などは全く理解できなかったが、しかし証明や論理構造は完璧に理解できたため、幾何学の授業では困らなかったとも述べている。

## 業績
著名な業績としては超関数 (distribution) の理論を構築したことが挙げられる。本人は超関数理論を「発明」したと強調して主張している。これによって、物理学や工学で既に用いられていたが数学的基礎付けに欠けていたヘヴィサイドの階段関数やディラックのデルタ関数なども正当化され、解析学の適用範囲を大きく広げた。彼はそれに関する業績でアメリカのほうのケンブリッジで1950年に開かれた国際数学者会議にてフィールズ賞を受賞している。超関数の理論は偏微分方程式やポテンシャル論、スペクトル理論、などの解析学において重要な概念となっている。また佐藤幹夫はシュヴァルツの超関数理論を更に一般化した超関数 (hyperfunction) 理論を創設した。

## 著書
- 『超函数の理論』 岩村聯訳、岩波書店、1971年 ISBN 4000056611
- 『物理数学の方法』 吉田耕作、渡邊二郎訳、岩波書店、1966年 ISBN 4000059084
- 『解析学』全7巻、斎藤正彦他訳、東京図書、1985年
- 『闘いの世紀を生きた数学者 - ローラン・シュヴァルツ自伝』（上・下巻）彌永健一訳、シュプリンガー・ジャパン、2006年 上巻: ISBN 4431712283 下巻: ISBN 443171233X